# Victor Kac
Cet article concerne le mathématicien américain d'origine russe spécialiste de théorie des représentations et physique mathématique. Pour le mathématicien polonais spécialiste des probabilités, voir Mark Kac. Pour les autres significations, voir Kac.
Victor Gershevich (Grigorievich) Kac (en russe : Виктор Гершевич (Григорьевич) Кац), né le 19 décembre 1943 à Bougourouslan (URSS), est un mathématicien américain d'origine russe. Ses principaux travaux portent sur les domaines de la théorie des représentations, de la théorie combinatoire et de la physique mathématique ; indépendamment de Robert Moody, il a introduit une nouvelle classe d'algèbres,  les algèbres de Kac-Moody.

## Biographie
Victor Kac étudie à l'université d'État de Moscou où il est diplômé en 1965, et obtient un doctorat en 1968 sous la supervision de Ernest Vinberg avec une thèse intitulée Simple Irreducible Graded Lie Algebras of Finite Growth. Il enseigne ensuite jusqu'en 1976 au Moscow Institute of Electronics and Mathematics (en) (MIEМ). En 1977 il émigre aux États-Unis, où il devient professeur assistant au Massachusetts Institute of Technology ; en 1981 il y est nommé professeur titulaire.

## Travaux
Victor Kac est connu pour la définition, indépendamment de Robert Moody et en même temps que lui en 1968, des algèbres appelées les algèbres de Kac-Moody, qui sont des algèbres de Lie, généralement de dimension infinie, pouvant être définie par des générateurs et des relations via une matrice de Cartan généralisée. Ces algèbres ont diverses applications en physique moderne, comme la théorie des cordes.  Kac a classifié les superalgèbres de Lie simples de dimension finie, et découvert la formule de Kac du déterminant pour les algèbres de Virasoro. Il est aussi connu pour avoir formulé les conjectures de Kac-Weisfeiler avec Boris Weisfeiler. 
Avec la formule des caractères de Weyl-Kac (en), Victor Kac a donné une nouvelle et élégante preuve de certaines identités combinatoires, les identités de Macdonald (en) (identités entre des produits infinis et des sommes de produits de puissances en deux variables), en se fondant sur la théorie des représentations des algèbres de Lie affines.

## Prix et honneurs
Kac est en 1981 Sloan Fellow et en 1986 Guggenheim Fellow. Il est membre de l'Académie américaine des arts et des sciences, de l'Académie nationale des sciences et de l'American Mathematical Society. Il est aussi membre honoraire de la Société mathématique de Moscou. 
En 1996 Kac reçoit la médaille Wigner. En 1978 il est conférencier invité au Congrès international des mathématiciens à  Helsinki (Highest weight representations of infinite dimensional Lie algebras) et en 2002, Kac délivre une conférence plénière au Congrès international des mathématiciens à Pékin (Classification of Supersymmetries). Il obtient en 2015 le prix Leroy P. Steele de l'AMS pour  l' « ensemble d'une carrière ».
Le frère Boris Katz (en) de Victor Kac est également scientifique ; il est chercheur principal au MIT en intelligence artificielle.

## Publications (sélection)
- Infinite-Dimensional Lie Algebras, Cambridge University Press, 1994, 3e éd., 400 p. (ISBN 0-521-46693-8, lire en ligne).
- (en) Vertex Algebras for Beginners, Providence (R. I.), American Mathematical Society, coll. « University Lecture Series », 1997, 141 p. (ISBN 0-8218-0643-2).
- « Simple irreducible graded Lie algebras of finite growth », Math. USSR Izvestija, vol. 2,‎ 1968, p. 1271-1311. — traduction de l'article en russe dans Izv. Akad. Nauk USSR Ser. Mat., vol. 32, 1968, p. 1923–1967.
- « Classification of simple Lie-Superalgebras », Functional Analysis and Applications, vol. 9,‎ 1975, p. 263–265.
- « A sketch of Lie Superalgebra Theory », Communications in Mathematical Physics, vol. 53,‎ 1977, p. 31-64
- Bombay Lectures on Highest Weight Representations of Infinite Dimensional Lie Algebras, World Scientific, coll. « Advanced Series in Mathematical Physics, vol. 29 », 2013, 2e éd., 252 p. (ISBN 978-981-4522-18-2).